# Menschlicher Körper

Der vitruvianische Mensch (nach Leonardo da Vinci)

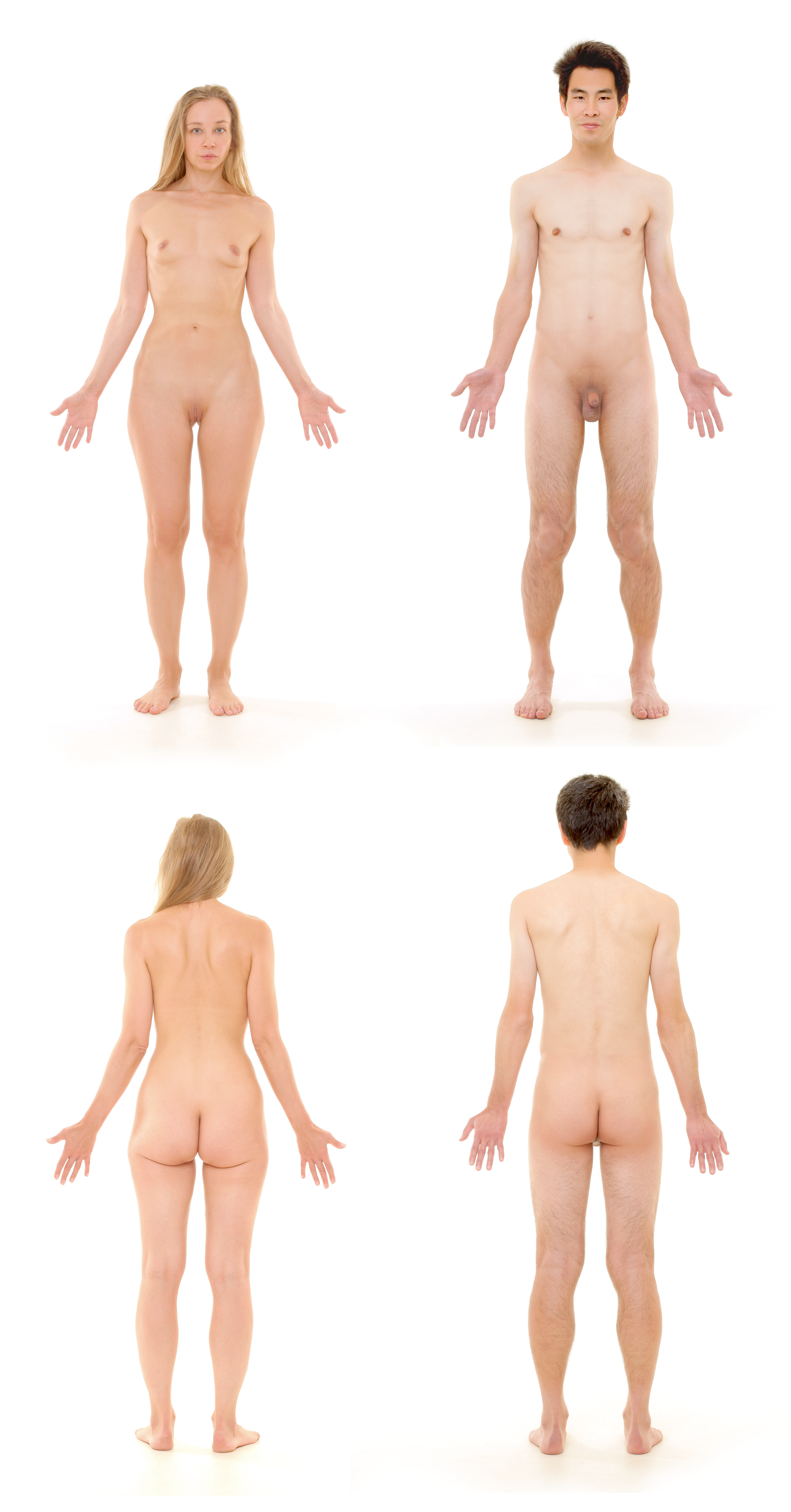
Menschlicher Körper: Frau und Mann, von vorne und hinten betrachtet (Körperbehaarung, Kopfhaar und Bart gekürzt)

Der menschliche Körper ist der materielle Teil des Menschen.
Wenn vom menschlichen Körper die Rede ist, ist i. d. R. der Körper im biologischen Sinne bzw. der Körper als Organismus gemeint, allerdings kann der menschliche Körper auch als Körper im geometrischen oder physikalischen Sinne verstanden werden, d. h. als ein Körper mit begrenzter Ausdehnung, der von einer komplexen Hüllfläche begrenzt wird und eine Masse hat.
Der menschliche Körper zeichnet sich durch einige Besonderheiten aus. Im Vergleich zu den meisten anderen Säugetieren verfügt er über nur geringe Körperbehaarung, ein im Vergleich zu seiner Körpergröße ausgesprochen großes Gehirn und über einen aufrechten Gang. Dadurch werden die Vorderbeine (vorderen Extremitäten) zu Armen (obere Extremitäten), die nicht mehr unmittelbar der Fortbewegung dienen, sondern dem Greifen und somit der verbesserten Fähigkeit, Objekte zu transportieren und Werkzeuge zu benutzen, was wiederum handwerkliches Agieren ermöglicht.

## Unterschiedliche fachliche Sicht

### Naturwissenschaften
Naturwissenschaftlich betrachtet bildet der menschliche Körper ein aus Zellen zusammengesetztes, organisches Ganzes, das über eine genetisch definierte Gestalt verfügt. Ohne die seinem Erhalt dienenden Stoffwechselvorgänge verfällt er. Der unbelebte menschliche Körper wird als Leichnam bezeichnet und geht in Verwesung über. Ausgenommen davon ist die künstliche Konservierung als anatomisches Präparat oder als Mumie. Die Anatomie beschäftigt sich mit dem Aufbau des Körpers. In der Anatomie wird der menschliche Körper in einen Körperstamm (mit Kopf, Hals und Rumpf) sowie die obere und untere Extremität unterteilt. Die Physiologie und Biochemie setzen sich mit den Steuervorgängen und Stoffwechselprozessen des Körpers auseinander, die Genetik thematisiert die Informationsabläufe. Erkrankungen, Funktionsstörungen und mögliche Heilung des Körpers bilden den Gegenstand der Medizin.
Der menschliche Körper besteht aus zehn bis 100 Billionen Zellen. Bisherige wissenschaftliche Erkenntnisse haben gezeigt, dass die organische und anorganische Materie des menschlichen Körpers aus 26 lebensnotwendigen (essenziellen) und elf nicht lebensnotwendigen (nicht-essenziellen) Elementen besteht.
| Name        | Symbol | Masse   | Name      | Symbol | Masse  |
| ----------- | ------ | ------- | --------- | ------ | ------ |
| Sauerstoff  | O      | 45,8 kg | Rubidium  | Rb     | 1,4 g  |
| Kohlenstoff | C      | 17,7 kg | Strontium | Sr     | 0,3 g  |
| Wasserstoff | H      | 7,05 kg | Zirconium | Zr     | 0,3 g  |
| Stickstoff  | N      | 2,10 kg | Brom      | Br     | 140 mg |
| Calcium     | Ca     | 1,05 kg | Niob      | Nb     | 100 mg |
| Phosphor    | P      | 0,70 kg | Aluminium | Al     | 35 mg  |
| Schwefel    | S      | 175,0 g | Cadmium   | Cd     | 30 mg  |

Diese Elemente werden als Bioelemente bezeichnet. Essenzielle Bioelemente haben bestimmte (teilweise unbekannte) biologische Funktionen, sodass der Mangel oder Überschuss solcher Elemente zu Krankheiten führen kann. Die Tabelle zeigt die häufigsten Elemente im menschlichen Körper (Erwachsener, 75 kg schwerer Mensch). Im Wesentlichen sind andere Organismen aus denselben Elementen aufgebaut, wobei sich die Verhältnisse der Häufigkeit unterscheiden. Auch die Einteilung der Elemente in essenziell und nicht-essenziell kann bei anderen Organismen abweichen. Die meisten Elemente gehören der ersten, zweiten oder vierten Periode des Periodensystems an. Die Tabelle zeigt außerdem, dass die Elemente Kohlenstoff, Sauerstoff und Wasserstoff mit Abstand den größten Anteil des Gewichts stellen: der Mensch ist zu 94,07 % aus drei genannten Elementen aufgebaut. Die Elemente setzen sich zu unterschiedlichen Verbindungen zusammen, wobei die folgenden die häufigsten sind: Wasser (welches als Reaktionsmedium und Lösungsmittel benötigt wird), Calciumphosphat und Calciumcarbonat (welche in Knochen die Gerüstsubstanz bilden), Natriumchlorid (fungiert als Elektrolyt) und vor allem Proteine, Zucker und Fette. Das Grundgerüst der Proteine, Zucker und Fette wird durch Kohlenwasserstoffverbindungen gebildet und macht den wesentlichen, organischen Teil des menschlichen Körpers aus. Andere Elemente, die in nur geringen Mengen enthalten sind, sogenannte Spurenelemente, fungieren häufig als aktive Zentren in Enzymen, z. B. Eisen im Hämoglobin. Die Verteilung der Häufigkeit der Elemente ist auf die Erdhülle zurückzuführen: während der Entwicklung der biologischen Spezies bedienten sich diese besonders häufiger und gut zugänglicher Elemente. In Bezug auf die Entstehung des Universums wird häufig die These formuliert, dass viele der in Menschen vorhandenen Elemente Teile ehemaliger Sterne darstellen, Menschen also aus Sternenstaub bestehen.

### Recht
Zu den Menschenrechten gehört das Recht auf körperliche Unversehrtheit. Uneingewilligte Eingriffe in die körperliche Unversehrtheit bilden eine Körperverletzung.

### Philosophie und Theologie
Für das europäische Denken charakteristisch ist der Dualismus von Seele und Körper, manchmal auch Seele, Geist und Körper. Es gibt allerdings auch in der europäischen Philosophiegeschichte andere Positionen. Die Beschäftigung mit dem Verhältnis zwischen Seele und Körper (häufig als Leib bezeichnet) bzw. zwischen Körper und Geist nimmt einen großen Raum ein in der europäischen Philosophiegeschichte, man bezeichnet diese Problematik als Leib-Seele-Problem.
In der Gnosis und im hellenistischen Christentum wurde der Körper als „Kerker der Seele“ oder „Grab der Seele“ aufgefasst.
Julien Offray de La Mettrie beschrieb den menschlichen Körper als Maschine (l’homme machine).
Maurice Merleau-Ponty betont die Verknüpfung von Ich, Körper und dem Anderen: Der menschliche Körper vermittelt zwischen transzendentalem Ich und der Fremderfahrung der Umwelt.
Michel Foucault setzte sich kritisch mit sozialen Techniken der Disziplinierung des Körpers auseinander.

## Körperlichkeit und Einstellungen zum Körper
Ausgehend von unterschiedlichen weltanschaulichen Haltungen nimmt die körperliche Seite der menschlichen Existenz einen sehr unterschiedlichen Stellenwert im Leben der einzelnen Menschen ein. Das ist auch stark abhängig vom Wertesystem des gesellschaftlichen Umfelds. Das Spektrum reicht von Körperfeindlichkeit bis zum Körperkult (z. B. in der Bodybuildingszene). Während viele Facetten von Körperlichkeit insbesondere in Europa bzw. der westlichen Welt lange eher verdrängt wurden (insbesondere die Sexualität), setzte seit dem 19. Jahrhundert nach und nach eine Entdeckung und positivere Bewertung von Aspekten der Körperlichkeit ein. Schritte in diese Richtung waren die Etablierung von Turnen und Sport im 19. Jahrhundert, ferner die der Lebensreformbewegung nahestehende Körperkultur-Bewegung, die so genannte Sexuelle Revolution in den 1960er Jahren (68er-Bewegung) und auch die Veränderungen in der Kleidermode. Durch die detaillierte Erforschung des menschlichen Körpers in Bewegung im Rahmen der Trainingswissenschaft hat das moderne Verständnis des menschlichen Körpers viel von Sport und Sportwissenschaft gelernt.
Sowohl Tendenzen der Körperfeindlichkeit als auch des gesteigerten Körperkultes werden gesellschaftlich diskutiert und oft kritisiert.

## Äußere Erscheinung des Menschen
Die äußere Erscheinung des Menschen besteht zum maßgeblichen Teil in der Form und Oberflächenbeschaffenheit seines Körpers. Ergänzt wird die äußere Erscheinung meist durch Objekte, die der Mensch am Körper trägt, insbesondere Schmuck und Kleidung.
Je nach kulturellem Kontext bestehen sehr unterschiedliche Auffassungen darüber, inwieweit und in welchem Maße der nackte Körper bzw. Teile von ihm (insbesondere in der Öffentlichkeit) sichtbar gemacht werden dürfen bzw. sollten.
Kleidung ist dabei ein wichtiges Mittel. Kleidung kann sowohl dem Zwecke dienen, den Körper zu verhüllen als auch hervorzuheben.
In vielen Kulturen wird der Pflege, Modifikation und/oder Attraktivitätssteigerung der äußeren Erscheinung des Menschen große Aufmerksamkeit geschenkt. Neben Körperpflege spielen dabei auch Kleidung und Schmuck häufig eine große Rolle sowie weitere Maßnahmen der Körpergestaltung, die sich entweder auf die Veränderung der Figur (Abnehmen, Bodybuilding usw.) oder auf die Veränderung der Oberfläche (Haut/Nägel/Haare) beziehen.
Kleidung kann die Erscheinung des Körpers maßgeblich verändern, in dem sie zum Beispiel die Proportionen und die wahrnehmbare Größe beeinflusst. Je weiter, starrer und verhüllender die Kleidung ist, desto mehr wird die äußere Wahrnehmung des Menschen nicht von seinem Körper, sondern von seiner Kleidung bestimmt.

## Bildende Kunst
Der menschliche Körper ist auch immer wieder Thema in der bildenden Kunst. Einerseits als Gegenstand von Malerei, Fotografie und Film, von Skulptur und Plastik usw. Ganz besonders augenfällig tritt das z. B. bei der Porträt- und Aktmalerei, sowie in der Akt- und Porträtfotografie in Erscheinung. Anderseits kann der Körper in der Zeitgenössischen Kunst auch zum Medium der Kunst (z. B. bei Performance, Happening) oder zum Malgrund werden. Besonders ausgeprägt ist diese Tendenz und die Beschäftigung mit dem Körper in der Body-Art.